# Un groupe d'enfer
Un groupe d'enfer (titre original : You Know They Got a Hell of a Band) est une nouvelle de Stephen King parue en 1993 dans le recueil Rêves et Cauchemars mais ayant été publiée pour la première fois en 1992 dans l'anthologie Shock Rock.

## Résumé
Clark et Mary Willingham prennent des vacances dans l'Oregon et se perdent sur des routes secondaires que Clark a empruntées pour trouver un raccourci malgré les réticences de Mary. La route devient de plus en plus étroite au point qu'ils ne peuvent plus faire demi-tour mais elle finit par déboucher sur une charmante petite ville nommée Rock and Roll Heaven (« le paradis du rock and roll »). Mary est mal à l'aise mais Clark insiste pour qu'ils s'arrêtent dans un diner. À l'intérieur, ils s'aperçoivent avec stupéfaction que la patronne et le cuisinier sont les sosies parfaits de Janis Joplin et Rick Nelson. Une jeune serveuse les avertit qu'ils sont en danger et le couple, poursuivi par Joplin, Nelson, Buddy Holly et Roy Orbison, s'échappe de justesse.
Les Willingham sortent de la ville mais leur voiture heurte un bus qui était arrêté en plein milieu de la route. Le couple est ramené à Rock and Roll Heaven par le chef de la police, Otis Redding, et le maire, Elvis Presley, qui les « invite » à assister à un concert à l'issue duquel il leur affirme qu'ils pourraient décider de s'installer définitivement. Clark et Mary retrouvent au concert les vrais habitants, piégés dans leur propre ville, dont la serveuse qui les avait avertis et qui s'est fait couper un doigt en punition. Alors qu'Alan Freed annonce les musiciens participants au concert, tous décédés, la serveuse explique aux Willingham que le temps passe différemment ici, un concert pouvant durer plus d'un an et elle-même n'ayant pas vieilli depuis qu'elle est là. Mary comprend qu'elle et Clark risquent fort de passer l'éternité prisonniers à Rock and Roll Heaven.

## Genèse
Stephen King a eu l'idée d'écrire cette nouvelle en remarquant le nombre particulièrement élevé de rockers « morts jeunes ou dans des circonstances atroces ». C'est aussi une histoire sur le thème de la « petite ville bizarre », thème qu'il a déjà exploré dans d'autres nouvelles comme Les Enfants du maïs ou La Saison des pluies. Elle a été publiée pour la première fois en 1992 dans Shock Rock, une anthologie ayant pour sujet la musique rock. Le titre de la nouvelle provient de la chanson Rock and Roll Heaven (1973) des Righteous Brothers qui comporte les paroles « If there's a rock and roll heaven, you know they got a hell of a band ».

## Adaptations
Un groupe d'enfer a été adapté à la télévision en 2006 sous la forme d'un des épisodes de la série télévisée Rêves et Cauchemars. Steven Weber et Kim Delaney y tiennent les rôles de Clark et Mary Willingham.